# Тетрагидродеоксикортикостерон
Тетрагидродеоксикортикостерон (THDOC) — нейростероид, синтезируемый в мозге из дезоксикортикостерона с помощью двух ферментов: 5-альфа-редуктазы I и 3-альфа-гидроксистероидоксидоредуктазы. Сообщается о седативном, анксиолитическом и противосудорожном действии THDOC в мозге. Возможно, колебания уровней THDOC в мозге во время беременности, менструального цикла играют роль в развитии некоторых типов эпилепсии. Также предполагается участие данного нейростероида в процессах, связанных со стрессом, тревогой, депрессиями.